# Bernardine (nummer van Pat Boone)
"Bernardine" is een nummer geschreven door Johnny Mercer uit 1957, vooral bekend door de uitvoering van Pat Boone. 
De productieve Mercer schreef over het algemeen alleen songteksten voor andere componisten, maar voor dit lied was hij zowel componist als tekstschrijver. Pat Boone nam het nummer op als titeltrack van de gelijknamige film. Het werd uitgebracht als single met "Love Letters in the Sand" als dubbele A-kant. Hiermee haalde Boone een nummer-1 hit in de Amerikaanse Billboard-lijst.

## NPO Radio 2 Top 2000
| Nummer met noteringen in de NPO Radio 2 Top 2000 | '99  | '00-'02 | '03  | '04-'05 | '06  |
| ------------------------------------------------ | ---- | ------- | ---- | ------- | ---- |
| Bernadine                                        | 1447 | -       | 1932 | -       | 1926 |

1. ↑  Een '-' betekent dat het nummer niet was genoteerd en een vetgedrukt getal geeft de hoogste notering aan.
2. ↑  Deze tabel is bijgewerkt tot en met de laatste editie (2024).